# Santa Justa (Arraiolos)
Santa Justa era una freguesia portuguesa del municipio de Arraiolos, distrito de Évora.

## Historia
La freguesia perteneció al municipio de Vimieiro, hasta la extinción de este en 1855, pasando desde entonces al de Arraiolos hasta el 28 de enero de 2013,  que fue suprimida en aplicación de una resolución de la Asamblea de la República portuguesa promulgada el 16 de enero de 2013 al unirse con la freguesia de São Gregório, formando la nueva freguesia de São Gregório e Santa Justa.